# Howard (Pennsilvània)
Howard és una població dels Estats Units a l'estat de Pennsilvània. Segons el cens del 2000 tenia 699 habitants.

## Demografia
Segons el cens del 2000, Howard tenia 699 habitants, 282 habitatges, i 210 famílies. La densitat de població era de 771,1 habitants per quilòmetre quadrat.
Dels 282 habitatges en un 28,7% hi vivien nens de menys de 18 anys, en un 62,8% hi vivien parelles casades, en un 7,4% dones solteres, i en un 25,5% no eren unitats familiars. En el 20,9% dels habitatges hi vivien persones soles l'11,3% de les quals corresponia a persones de 65 anys o més que vivien soles. El nombre mitjà de persones vivint en cada habitatge era de 2,48 i el nombre mitjà de persones que vivien en cada família era de 2,87.
Per edats la població es repartia de la següent manera: un 22,7% tenia menys de 18 anys, un 7,7% entre 18 i 24, un 30,9% entre 25 i 44, un 23,7% de 45 a 60 i un 14,9% 65 anys o més.
L'edat mediana era de 39 anys. Per cada 100 dones de 18 o més anys hi havia 99,3 homes.
La renda mediana per habitatge era de 42.981 $ i la renda mediana per família de 47.885 $. Els homes tenien una renda mediana de 34.205 $ mentre que les dones 23.393 $. La renda per capita de la població era de 18.549 $. Entorn de l'1% de les famílies i l'1,2% de la població estaven per davall del llindar de pobresa.

## Poblacions més properes
El següent diagrama mostra les poblacions més properes.